# Sheranapis quellon
Espèce
Sheranapis quellon est une espèce d'araignées aranéomorphes de la famille des Anapidae.

## Distribution
Cette espèce est endémique de la région des Lacs au Chili,.

## Description
Le mâle holotype mesure 1,20 mm et la femelle paratype 1,22 mm.

## Étymologie
Son nom d'espèce lui a été donné en référence au lieu de sa découverte, Quellón.

## Publication originale
- Forster, 1951 : New Zealand spiders of the family Symphytognathidae. Records of the Canterbury Museum, vol. 5, no 5, p. 231-244.